# ملک عزالدین
عزالدین پسر رکن الدین محمود پسر ملک ناصرالدین، در سال ۷۵۳ ه. ق پسر عمویش ملک سلطان محمود کیانی را از سلطنت خلع نموده و خود به جایش نشست.

## حمله اسکندر ینالتکین به نیمروز
اسکندر ینالتکین لشکر فراه را جمع کرد و به سیستان آورد، شاهزاده و ملک اسکندر با لشکر آراسته متوجه سیستان شدند، ملک عزالدین نیز لشکر از شهر بیرون آورده در قریه بیشه (که اهل سیستان کیشه گویند) آن دو لشکر به یکدیگر رسیده، جنگ عظیم شد؛ تا آخر روز جنگ قائم بود. آخر روز، آثار ضعف بر لشکر اوق و فراه ظاهر شد.
شاهزاده و ملک اسکندر پناه به قلعه بیشه بردند و آن قلعه آذوقه‌ای نداشت. ملک آن قلعه را محاصره نمود، بعد از یک هفته «میر نصرالله قلعه گاهی» را نزد ملک عزالدین فرستاده طالب صلح شدند و گفتند که هیچ آفریده این قلعه را به جنگ از ما نمی‌تواند گرفت. مناسب چنان می‌نماید که شما به شهر روید تا ما هم به ولایت خود بازگردیم و بعد الیوم، مصالحه و دوستی در میان باشد. چون امیر نصرالله به خدمت ملک رسید و ملک عزالدین احوال پرسید؛ گفت: «اول مرا به مطبخ فرستید تا بعد از آن به خدمت آمده شرح حال عرض نمایم.» ملک دانست که در قلعه ذخیرهای نیست سعی درگرفتن قلعه بیشتر کرده بعد از سه روز دیگر مردم قلعه از بینوائی رو به آشنائی آورده، امان خواستند. امرا و لشکریان ملک به قلعه آمده شاهزاده و ملک اسکندر را بند کرده به قلعه حصار طاق فرستادند. پس از این فتح نامدار، ملک عزالدین به اوق آمده، تمامی قلاع اوق را بگرفت و برادر خود شاه بهرام را در قلعه لاش بنشاند. چون چندی بر این واقعه بگذشت، شاهزاده از قلعه حصار طاق خلاصی یافته، از آنجا فرار نموده خود را به فراه رسانید و مردم اوق خبردار شده کس به خدمت شاهزاده فرستادند و در قریه جوین عروسی انگیختند و مردم قلعه لاش را بدانجا طلبیدند و قلعه خالی ماند. ناگاه شاهزاده به در قلعه رسید و قلعه را بگرفت. همان بند که بر پای او بود بر پای شاه بهرام نهاد و به ملک عزالدین پیغام داد که تا ملک اسکندر را نگذاری من برادر ترا نخواهم گذاشت. ملک عزالدین، ملک اسکندر را به ضرورت رخصت داد. شاهزاده هم شاه بهرام را بگذاشت. چون شاه بهرام نزد برادر آمد، پشت زره را بدو داد.

## خیانت شاه بهرام به برادرش عزالدین
چون ایامی بگذشت غبار نقار ملک بر آئینه ضمیر شاه بهرام نشسته تا کار به آنجا رسید که صریح یاغی شد و کس نزد شاهزاده فرستاد. او را بر دشمنی ملک تحریص نمود. بالاخره شاهزاده و شاه بهرام بر در شهر آمدند و ملک عزالدین نیز به جنگ ایشان بیرون آمد و در آن جنگ امیر کبیر امیر تیمور گورکان که از امیر حسین بلخی فرار نموده بود و پناه به ملک آورده با ملک همراه بود و این حادثه به تاریخ سنه ۷۶۵ ه. ق وقوع یافت. تیری بر پای ملک نیز آمد و به جانب شهر مراجعت نمود.
بعد ازین قضیه ملک عز الدین انهار پشتزره را خراب کرد تا شش سال پشتزره زراعت نشد و قحط شد. مردم پشتزره به تخصیص پاداران پادار رشید که مایه فساد بودند پریشان و عاجز شده به خدمت ملک آمدند، ملک ایشان را با تمامی اتباع به حصار طاق فرستاد و بعد از دو سال قتل‌عام نمود و به عزم جنگ شاه بهرام به پشتزره رفته در کرباسک جنگ شد. تیری به چشم شاه بهرام رسید و لشکر به هزیمت برفت و ملک عز الدین، مظفر و منصور به شهر آمد. بعد از چند روز ملک بهرام به خدمت او رسید و شرط اطاعت به جای آورد تا در سال ۷۷۱ ه. ق وفات یافت.

## وفات
در سال ۷۸۴ ه. ق ملک عز الدین بسیار پیر و ضعیف شده بود، ملک قطب الدین، سادات و مشایخ را به خدمت پدر فرستاده او را به سیستان آورد و دست از حکومت داشته دیگر متقلد امور جمهور نشد و به تاریخ بیستم ماه رجب همان سال به رحمت ایزدی پیوست و مدت سلطنت و ابهت او در سیستان قریب به سی سال بود.